# Anders (månekrater)
For alternative betydninger, se Anders (flertydig)
Anders er et nedslidt nedslagskrater på Månen. Det befinder sig på den sydlige halvkugle på Månens bagside og er opkaldt efter den amerikanske astronaut William Anders (født 1933), der som medlem af besætningen på Apollo 8 var et af de tre første mennesker, som forlod Jordens tyngdefelt.
Navnet blev officielt tildelt af den Internationale Astronomiske Union (IAU) i 1970. 

## Omgivelser
Krateret ligger lige sydøst for den ydre rand af det kæmpemæssige Apollo randbjergebassin. Mod syd-sydøst ligger Leavittkrateret. 

## Karakteristika
Det ovale "Anders G" trænger sig lidt ind i den sydøstlige rand af Anderskrateret. Der er en lille dobbeltkrater-formation forbundet til den nordøstlige ydre rand, og en kort dal skærer sig ind i den nordlige væg. Den indre kraterbund er relativt flad og har kun et lille krater i den østlige væg.

## Satellitkratere
De kratere, som kaldes satellitter, er små kratere beliggende i eller nær hovedkrateret. Deres dannelse er sædvanligvis sket uafhængigt af dette, men de får samme navn som hovedkrateret med tilføjelse af et stort bogstav. På kort over Månen er det en konvention at identificere dem ved at placere dette bogstav på den side af satellitkraterets midte, som ligger nærmest hovedkrateret. Anderskrateret har følgende satellitkratere:
| Anders | Længde  | Bredde   | Diameter |
| ------ | ------- | -------- | -------- |
| D      | 40,4° S | 140,5° V | 23 km    |
| G      | 41,8° S | 141,9° V | 18 km    |
| X      | 39,7° S | 143,8° V | 21 km    |

## Måneatlas
- Billeder af Anderskrateret i LPI-måneatlasset

## Navigation